# 林萬潮
林萬潮（1510年—1547年），字養晦，號石樓，後以父葬石門山，復號石門山人，福建興化府莆田縣人，軍籍，明朝政治人物。

## 生平
嘉靖十三年（1534年）甲午科福建鄉試第二十八名舉人。嘉靖十七年（1538年）中式戊戌科會試第二百十五名，登第三甲第二十五名進士。授寧波府推官，十九年丁外艱，服阕，補赣州府，辭榷税之役。嘗攝興國州，重建安湖書院。嘉靖二十六年因痢疾卒于官，年三十八，著有《赣州集》。太史羅洪先銘其墓。

## 家族
曾祖林彌宣，訓導 封順天府推官 贈吏部右侍郎兼右僉都御史；祖父林垠，封大理寺評事 贈兵部右侍郎兼僉都御史；父林富，兵部右侍郎兼右僉都御史。前母張氏（加贈淑人）；前母張氏（加贈淑人）；前母翁氏（封孺人贈淑人）。母柳氏。具庆下。兄萬仞，官生；弟继祖、萬載、萬峯、萬殊、继藩、萬言。